# Jorge, Duque da Saxônia
Jorge, O Barbudo, da Saxónia (27 de agosto de 1471 - 17 de abril de 1539) foi o duque da Saxônia entre 1500 e 1539.
Era membro da Ordem do Tosão de Ouro.

## Primeiros anos
Era filho de Alberto III, Duque da Saxónia, fundador da ramo albertino da família Wettin, e de Sidônia de Poděbrady, filha do rei Jorge da Boémia. O príncipe-eleitor Frederico III, Eleitor da Saxônia, membro do ramo ernestino da mesma família, conhecido por ter protegido Martinho Lutero, era seu primo.
Como era o filho mais velho, recebeu uma educação excelente em teologia e outros ramos do ensino e, assim, era mais educado do que a maioria dos príncipes na altura.
Logo em 1488, quando o seu pai se encontrava na Frísia Oriental a lutar em nome do sacro-imperador, Jorge tornou-se regente das possessões ducais que incluíam o margraviado de Meissen com as cidades de Dresden e Leipzig.

## Casamento e descendência
Jorge casou-se em Dresden a 21 de novembro de 1496 com a princesa Bárbara da Polónia, filha do rei Casimiro IV Jagelão da Polônia e da princesa Isabel de Habsburgo, filha do rei Alberto II da Germânia. Tiveram dez filhos, mas apenas uma filha morreu depois do pai:
1. Cristóvão da Saxónia (8 de setembro de 1497 - 5 de dezembro de 1497), morreu com quase três meses de idade.
2. João, Príncipe Herdeiro da Saxónia ([4 de agosto de 1498 – 11 de janeiro de 1537), casado com a princesa Isabel de Hesse; sem descendência.
3. Wolfgang da Saxónia (1499-12 de janeiro de 1500), morreu com poucos meses de idade.
4. Ana da Saxónia (21 de janeiro de 1500-23 de janeiro de 1500), morreu com dois dias de idade.
5. Cristóvão da Saxónia (nascido e morto a 27 de maio de 1501)
6. Inês da Saxónia (7 de janeiro de 1503 - 16 de abril de 1503), morreu aos três meses de idade.
7. Frederico da Saxónia (15 de março de 1504 – 26 de fevereiro de 1539), morreu solteiro e sem descendência
8. Cristina da Saxónia (25 de dezembro de 1505 – 15 de abril de 1549), casada com o landegrave Filipe I de Hesse; com descendência.
9. Madalena da Saxónia (7 de março de 1507 – 25 de janeiro de 1534), casada com o príncipe-eleitor Joaquim II Heitor de Brandemburgo; com descendência.
10. Margarida da Saxónia (7 de setembro de 1508-1510), morreu com cerca de dois anos de idade.

## Duque da Saxónia
Em 1498, o imperador concedeu o governo hereditário da Frísia a Alberto, o Bravo. A 14 de fevereiro de 1499, em Maastricht, Alberto estabeleceu a sucessão dos seus bens e fez o possível para que, através deste acordo, os seus domínios não voltassem a ser repartidos. Morreu a 12 de setembro de 1500 e foi sucedido nos seus territórios alemães por Jorge que se tornou chefe da linha albertina enquanto o seu irmão, HenriqueIV, se tornou governador hereditário da Frísia.
No entanto, a ocupação da Frísia pela Saxónia não estava segura de maneira alguma e era fonte de revoltas constantes nessa província. Consequentemente, Henrique, que tinha uma personalidade um tanto inerte, desistiu das suas pretensões de governo no território e, em 1505, assinou um acordo com o irmão no qual lhe entregava a Frísia, enquanto Jorge lhe concedia um rendimento anual e os distritos de Freiberg e Wolkenstein. Mas este acordo não conseguiu restituir a paz na Frísia, que continuou a ser um problema para a Saxónia.
Em 1515, Jorge vendeu o território ao futuro imperador romano-germânico Carlos V (na altura duque de Borgonha) pelo preço modesto de 100 000 florins. Os problemas fora das fronteiras da Saxónia não impediram Jorge de se dedicar eficientemente ao governo dos territórios do seu ducado. Quando foi regente, ainda quando o seu pai estava vivo, as dificuldades que surgiam de interesses opostos e grande exigência do seu poder levaram o príncipe a desesperar várias vezes.
Contudo, em pouco tempo, Jorge tornou-se um governante muito habilidoso. Quando recebeu a sua herança, dividiu o ducado em distritos governamentais, adoptou medidas para diminuir o número de cavaleiros-ladrões e regulou o sistema judicial ao definir e reajustar a jurisdição de vários tribunais. Por desejar estabelecer a ordem, severidade e melhorar as condições de vida do seu povo, Jorge chegava mesmo a infringir os direitos das cidades. A sua corte era melhor governada do que a de muitos príncipes alemães e dedicou um amor paternal à Universidade de Leipzig, na qual introduziu várias reformas e encorajou o humanismo em vez da escolástica.

## Anos de reforma

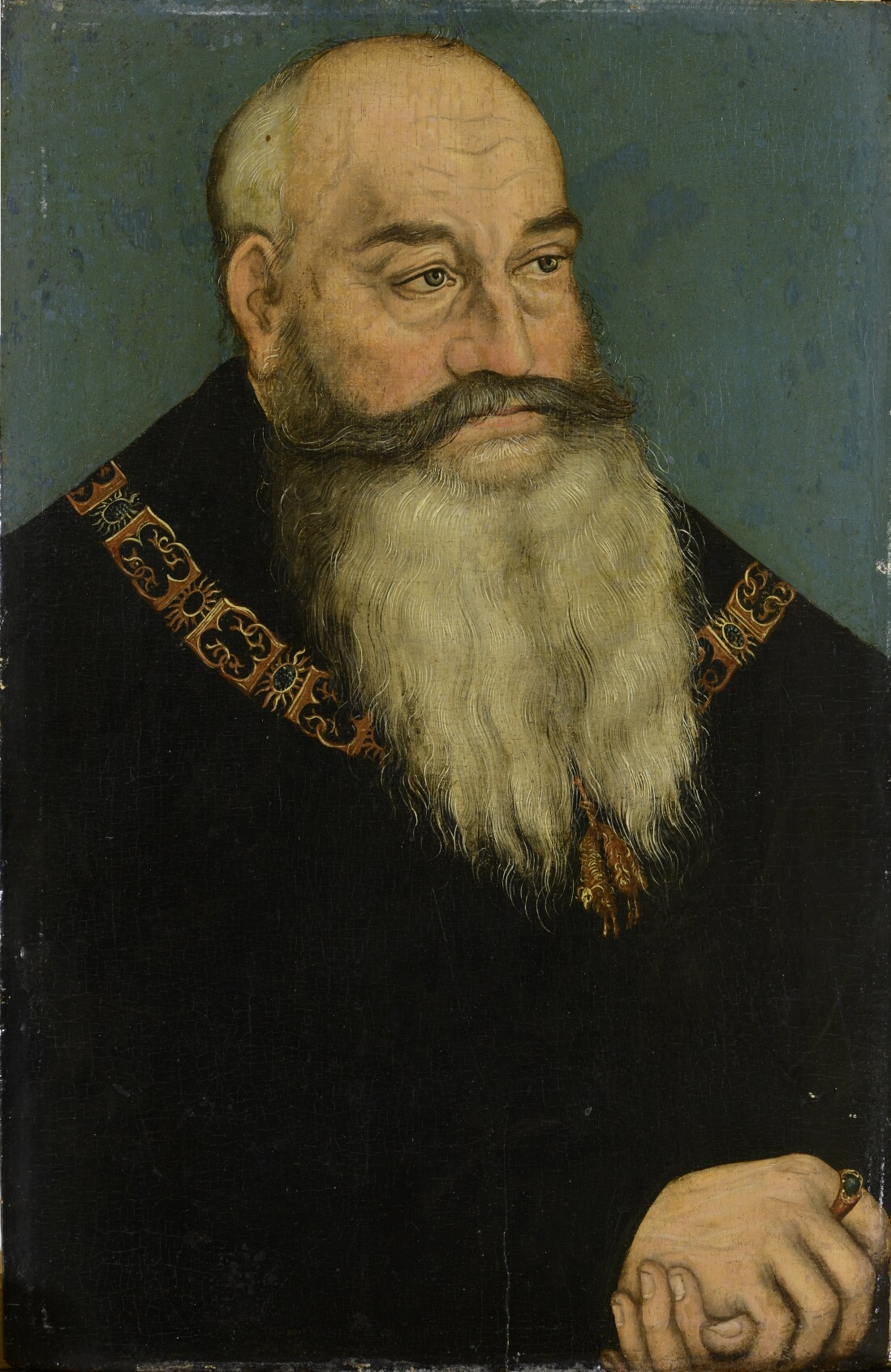
Jorge da Saxónia

Desde o início do período de Reforma Protestante em 1517, o duque Jorge concentrou-se principalmente em assuntos eclesiásticos. Seria difícil encontrar um príncipe secular alemão que defendeu tão ardentemente a sua igreja. Jorge defendeu os seus direitos apaixonadamente e condenava qualquer inovação, excepto as que eram aprovadas pelas autoridades eclesiásticas mais importantes. Inicialmente, não se opôs a Martinho Lutero, mas à medida que o tempo foi passando e o objectivo de Lutero se tornou mais claro, Jorge foi-se afastando cada vez mais do reformador, uma atitude que levou ao aparecimento de cartas acrimoniosas nas quais Lutero, sem qualquer justificação segundo algumas testemunhas, começou a criticar fortemente o duque.
O duque não ignorava os abusos que se praticavam na altura no seio da igreja. Em 1519, apesar de ter recebido a oposição da faculdade de teologia da universidade, criou o Debate de Leipzig com o objectivo de ajudar a causa da verdade e estava presente em todas as discussões. Em 1521, na Dieta de Worms, quando os príncipes alemães apresentaram um documento com uma lista de "queixas" em relação à condição da igreja e Jorge acrescentou doze queixas especificas que se referiam principalmente ao abuso das indulgências e os anatos.
Em 1525, juntou-se ao seu genro luterano, o conde Filipe I de Hesse, e ao seu primo, o príncipe-eleitor Frederico, o Sábio, para suprimir a revolta dos camponeses que foi derrotada perto de Bad Frankenhausen, na Turíngia. Alguns anos depois, escreveu um prefácio energético numa tradução do Novo Testamento que tinha sido publicada pelo seu secretário, Hieronymus Emser, por ordem sua, para contrabalançar a versão de Lutero. Os livros de Lutero foram confiscados também por ordem sua, mas o duque compensava financeiramente o custo dos mesmos. Jorge foi, de todas as formas, um opositor do luteranismo, ordenando que fossem recusados enterros cristãos aos apóstatas e os eclesiásticos infiéis eram entregues ao bispo de Merseburg.
Contudo, aqueles que apenas tinham opiniões anticatólicas eram apenas expulsos do ducado. O duque ressentia profundamente os constantes adiamentos para a muito desejada reunião de um conselho do qual se esperavam grandes atitudes. Enquanto aguardava a sua convocação, considerou a hipótese de acabar com os defeitos mais graves através de uma reforma nos mosteiros que se tinham tornado demasiado mundanos em espírito e dos quais muitos ocupantes estavam a partir. Tentou em vão obter permissão por parte da Cúria para fazer visitas oficiais às instituições religiosas dos seus territórios, algo que por vezes era concedido por Roma. As suas reformas restringiram-se principalmente a unir os mosteiros mais vazios e à gestão económica do seu ducado, sendo que o controlo de propriedade era principalmente entregue a autoridades seculares.
Em 1525, Jorge criou a Liga de Dessau juntamente com outros governantes alemães para defender os interesses do catolicismo. Da mesma forma, era a figura principal da Liga de Halle, criada em 1533, que se expandiu em 1538 para a Sacra Liga de Nuremberga para manter a paz religiosa de Nuremberga.
A atitude vigorosa mostrada pelo duque em várias direcções não foi recebida da melhor forma. Algumas das suas medidas políticas sobreviveram à prova da experiência, mas o duque viu com tristeza que, no que dizia respeito a assuntos eclesiásticos e políticos, o catolicismo foi desaparecendo gradualmente, dando lugar ao luteranismo nos seus domínios, apesar dos seus esforços sinceros para proibir esta nova doutrina. Além do mais, ainda durante a sua vida, alguns dos seus parentes mais próximos, como o seu genro Filipe de Hesse e o seu irmão Henrique, juntaram-se ao reformadores.
Passou os últimos anos do seu reinado em esforços para conseguir um herdeiro católico, acreditando que assim evitaria a disseminação das opiniões luteranas. O único filho de Jorge que ainda estava vivo na altura era Frederico que era fraco e solteiro. A intenção de Jorge era que o seu filho governasse com a ajuda de um conselho. Em inícios de 1539, Frederico casou-se com Isabel de Mansfeld, mas acabou por morrer pouco depois, sem deixar herdeiros. Segundo o decreto de estabelecimento de 1499, o irmão protestante de Jorge, Henrique, tornou-se herdeiro, mas Jorge tentou tirar importância ao testamento do pai e fez os possíveis para deserdar o irmão e entregar o ducado a Fernando I, irmão do imperador romano-germânico Carlos V. No entanto, a sua morte súbita impediu este acto.

## Personalidade
Jorge era um governante excelente e trabalhador, disposto a sacrificar o seu bem-estar, preocupado e incansável na defesa dos interesses da sua terra e dos seus habitantes. Como homem era justo, vigoroso e energético, se bem que algo irritável. Um visionário e fiel apoiante do imperador e do Sacro Império Romano-Germânico, conseguiu obter muitos benefícios para os seus domínios através da poupança, gosto pela ordem e controlo sensato das actividades dos seus oficiais. A grande tristeza da sua vida foi a reforma de Martinho Lutero e aquilo que considerava ser a abjuração da antiga fé. Muito religioso, mas não limitado, tentou a todos os custos que os seus súbditos não abandonassem a igreja católica, mas os seus métodos para atingir este objectivos nem sempre foram os melhores.

## Genealogia
| Jorge da Saxónia | Pai: Alberto III da Polónia | Avô paterno: Frederico I, Eleitor da Saxónia | Bisavô paterno: Frederico I, Eleitor da Saxônia  |
| Jorge da Saxónia | Pai: Alberto III da Polónia | Avô paterno: Frederico I, Eleitor da Saxónia | Bisavó paterna: Catarina de Brunsvique-Luneburgo |
| Jorge da Saxónia | Pai: Alberto III da Polónia | Avó paterna: Margarida da Áustria            | Bisavô paterno: Ernesto I, Duque da Áustria      |
| Jorge da Saxónia | Pai: Alberto III da Polónia | Avó paterna: Margarida da Áustria            | Bisavó paterna: Ciumburga da Mazóvia             |
| Jorge da Saxónia | Mãe: Sidónia da Boémia      | Avô materno: Jorge de Poděbrady              | Bisavô materno: Vitor de Kunštát e Poděbrady     |
| Jorge da Saxónia | Mãe: Sidónia da Boémia      | Avô materno: Jorge de Poděbrady              | Bisavó materna: Ana de Wartenberg                |
| Jorge da Saxónia | Mãe: Sidónia da Boémia      | Avó materna: Cunegundes de Sternberg         | Bisavô materno: Smil de Sternberg                |
| Jorge da Saxónia | Mãe: Sidónia da Boémia      | Avó materna: Cunegundes de Sternberg         | Bisavó materna: Bárbara de Pardubice             |